# Алиу, Илир
Илир Алиу (алб. Ilir Alliu; род. 14 марта 1973, Хотолишт, Эльбасан, Албания) — албанский футболист, защитник. Выступал за клубы «Тирана», «Теута», «Фламуртари» и «Эльбасани», а также за сборную Албании. В марте 2004 года, после завершения карьеры работал директором клуба «Сопоти».

## Международная карьера
В августе 1995 года дебютировал за сборную Албанию в товарищеском матче против Мальты. Всего за национальную команду провёл 3 матча. Его последним матчем за сборную стал матч отбора на ЧМ-1998 в ноябре 1996 года против сборной Армении.

## Достижения
«Теута»
- Чемпион Албании: 1993/94[1]
- Обладатель кубка Албании: 1994/95